# Elvey (cráter)
Elvey es un cráter de impacto que se encuentra en la cara oculta de la Luna, cerca del extremo norte de la capa de material eyectado que rodea la cuenca de impacto del Mare Orientale. Al norte de Elvey se halla el cráter de menor tamaño Nobel.
|  |

Se trata de un cráter dañado, con un borde que aparece sólo parcialmente intacto a lo largo de su lado oriental. El resto brocal es irregular y presenta menos definición. Esta situación puede haber sido desencadenada por el material expulsado tras el impacto mediante el que se formó el Mare Orientale al sur. Un par de pequeños cráteres se hallan situados sobre el lado noroccidental del cráter.
A menos de dos diámetros de distancia al sur de Elvey aparece el lugar del impacto de un pequeño cráter. Esta formación se encuentra en el centro de un sistema de marcas radiales que se extiende a lo largo de 200 km en todas las direcciones. La parte central de este sistema forma una falda de materiales brillantes con un albedo superior, mientras que los rayos se vuelven progresivamente más tenues a medida que se alejan del punto de irradiación. Existe un segundo sistema de rayos más grande pero menos visible situado más al noroeste de Elvey. Los dos sistemas se entrecruzan entre sí a lo largo de un tramo de terreno donde se sitúa el cráter.

## Cráteres satélite
Por convención estos elementos son identificados en los mapas lunares poniendo la letra en el lado del punto medio del cráter que está más cerca de Elvey.
|       | \| Elvey \| Coordenadas \| Diámetro \| \| ----- \| --------------------------- \| -------- \| \| G \| 7°48′N 97°54′O / 7.8, -97.9 \| 14 km \| \| K \| 6°00′N 98°48′O / 6.0, -98.8 \| 22 km \| |          |
| Elvey | Coordenadas | Diámetro |
| G     | 7°48′N 97°54′O / 7.8, -97.9 | 14 km    |
| K     | 6°00′N 98°48′O / 6.0, -98.8 | 22 km    |